# Evangelický hřbitov v Horním Žukově
Evangelický hřbitov v Horním Žukově se nachází v Českém Těšíně, v části Horní Žukov, a to na ul. Koňakovské. Má rozlohu 2430 m² (bez pozemku s kaplí).

## Historie
Hřbitov byl posvěcen roku 1843 slezským seniorem Andrzejem Źlikem. Pozemek pro evangelický hřbitov poskytnul svobodný rolník Jerzy Walczysko (24. září 1795 – 11. června 1860).Počátkem sedmdesátých let byla na hřbitově vystavěna márnice; v první neděli adventní 1871 byly na věži márnice posvěceny zvony. Hřbitov byl ve vlastnictví Evangelické školní a hřbitovní obce v Horním Žukově.
Roku 1891 byla obnovena márnice. Roku 1896 věnoval žukovský rodák Johann Waltschisko (1823–1901), vídeňský c. k. dvorní rada a c. k. pensionovaný ředitel mincovního úřadu, evangelickému školnímu a hřbitovnímu sdružení sumu 805,10 zlatých na rozšíření hřbitova, za což se toto sdružení zavázalo, že hrob jeho otce Jerzyho Walczyska nebude nikdy ze hřbitova odstraněn. Hřbitov byl díky daru z Vídně rozšířen o 757 m² a oplocen drátěným plotem, který byl zakoupen v Dolních Rakousích; v Těšíně byla objednána železná brána. Rozšířený hřbitov byl posvěcen 15. října 1896 za účasti pastora Arnolda Źlika z Těšína a superintendenčního vikáře Jana Michalika.
V následujících letech 1897-1899 byl kolem plotu vysázen živý plot z hlohu. V prvním desetiletí 20. století byl na žukovské márnici instalován hromosvod. Během první světové války byly z věže márnice zrekvírovány oba dva zvony; nové, větší zvony byly ještě roku 1918 objednány ve vítkovických železárnách. Zatímco staré zvony vážily 122 kg a 65 kg, nové vážily 454 kg a 200 kg. Nové zvony byly posvěceny dne 9. února 1919 těšínským pastorem J. Kubaczkou.
Padlí během světové války byli uctěni smutečními bohoslužbami dne 8. září 1922, na nichž kázal konsenior Paweł Broda z Goleszowa; v kapli byla umístěna deska se jmény třinácti padlých evangelíků. Téhož roku byla márnice nepatrně rozšířena přestavbou dveří. Roku 1927 byla vystavěna nová věž.
V roce 1960 proběhla přístavba zadní části, kde později probíhaly nedělní bohoslužby. V rámci rekonstrukce byla v roce 2018 zbořena přístavba na východní části kaple.
Hřbitov je ve vlastnictví sboru SCEAV v Třanovicích; jeho provozovatelem je město Český Těšín.

## Galerie

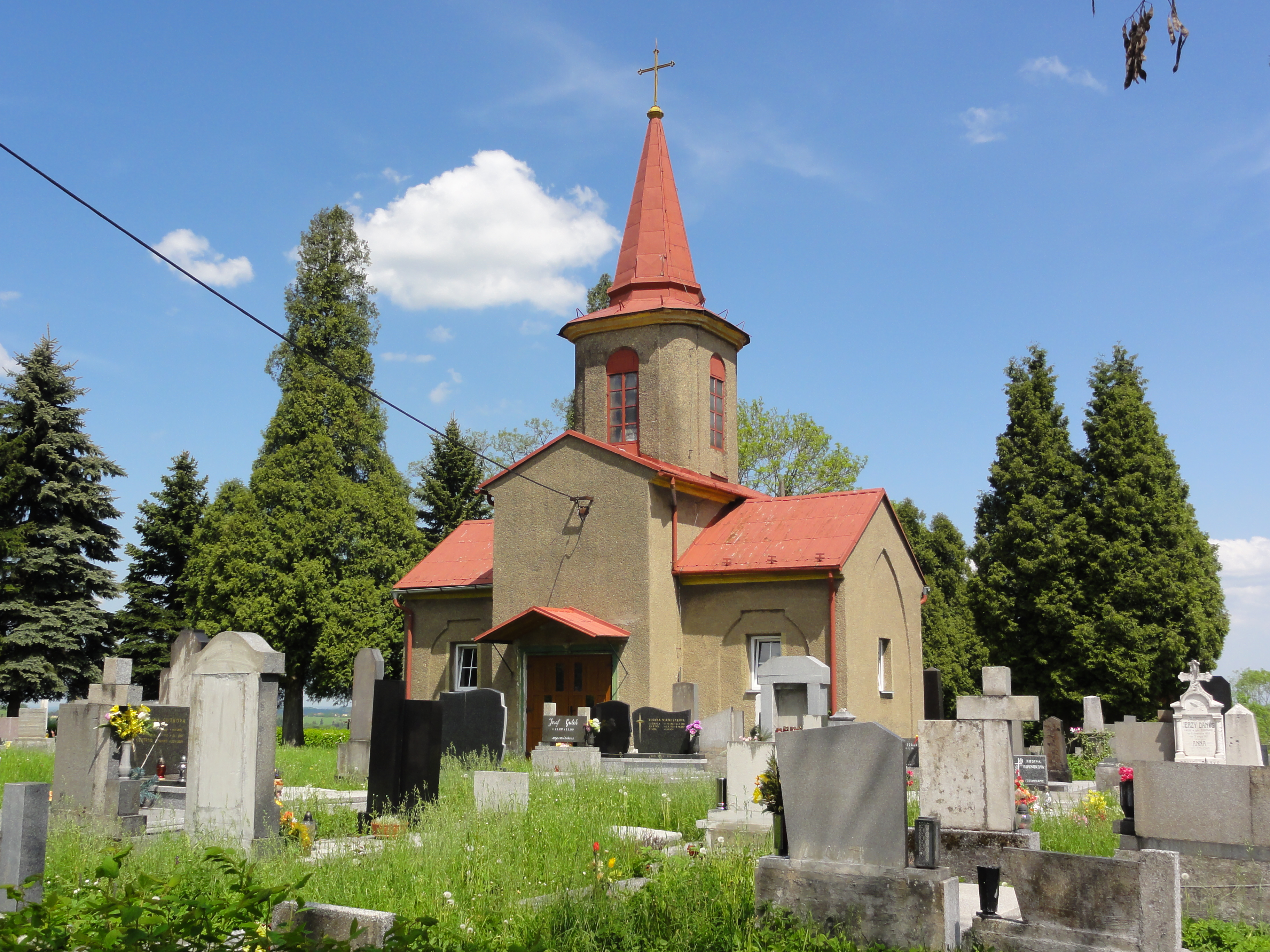
Hřbitov s kaplí (pohled od silnice)
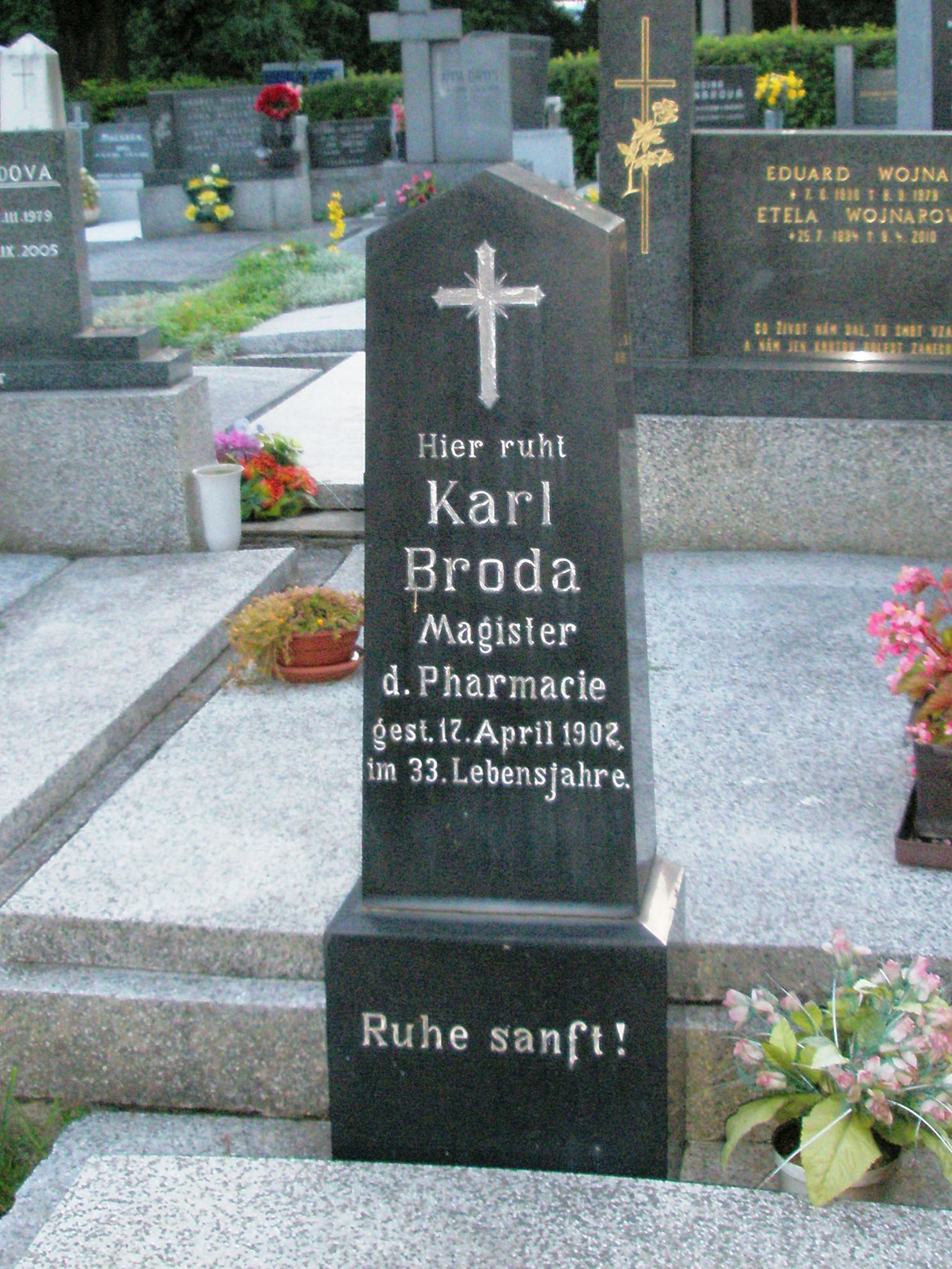
Náhrobek Karla Brody s německým nápisem
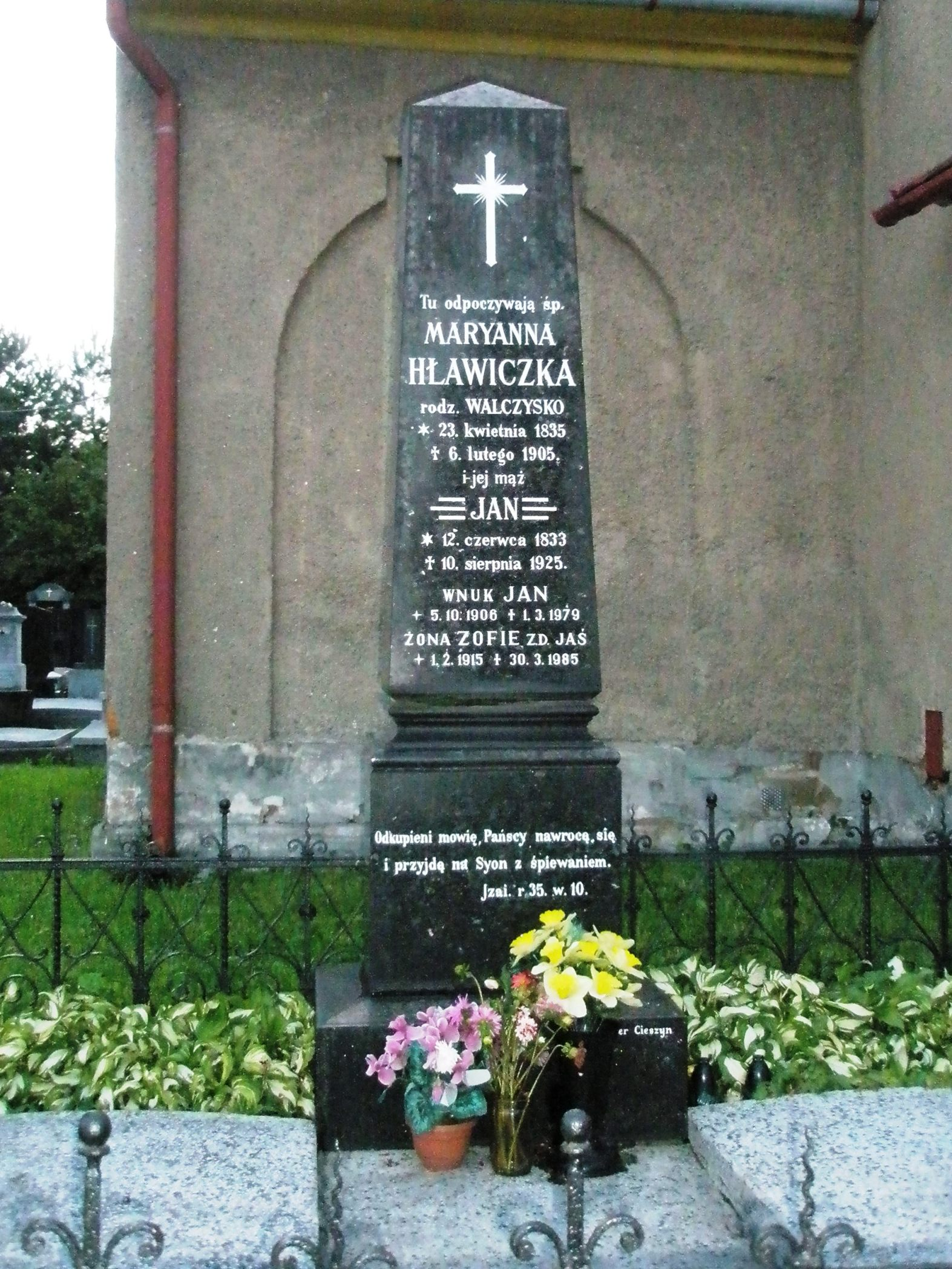
Hrob starosty obce Jana Hławiczky
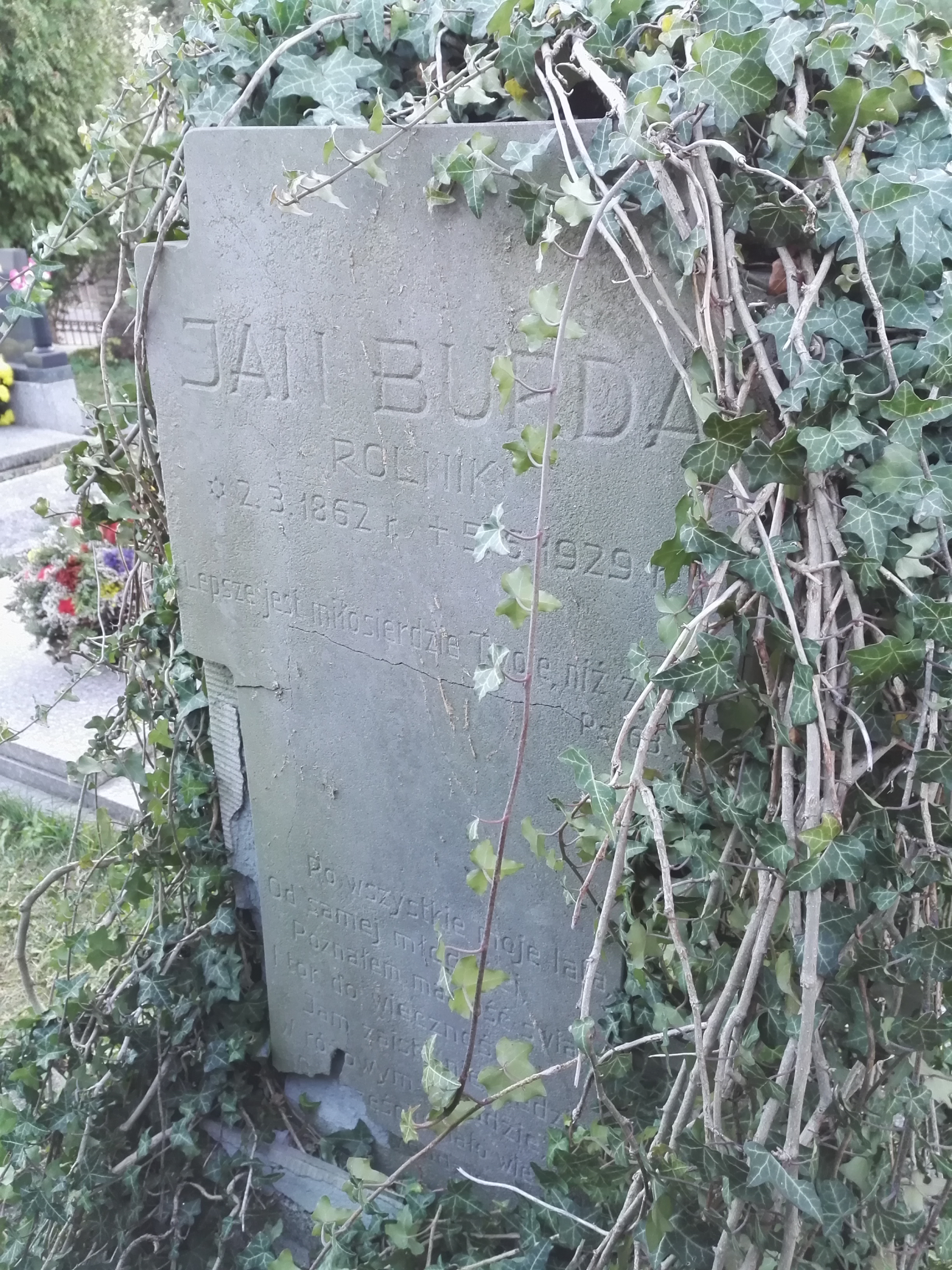
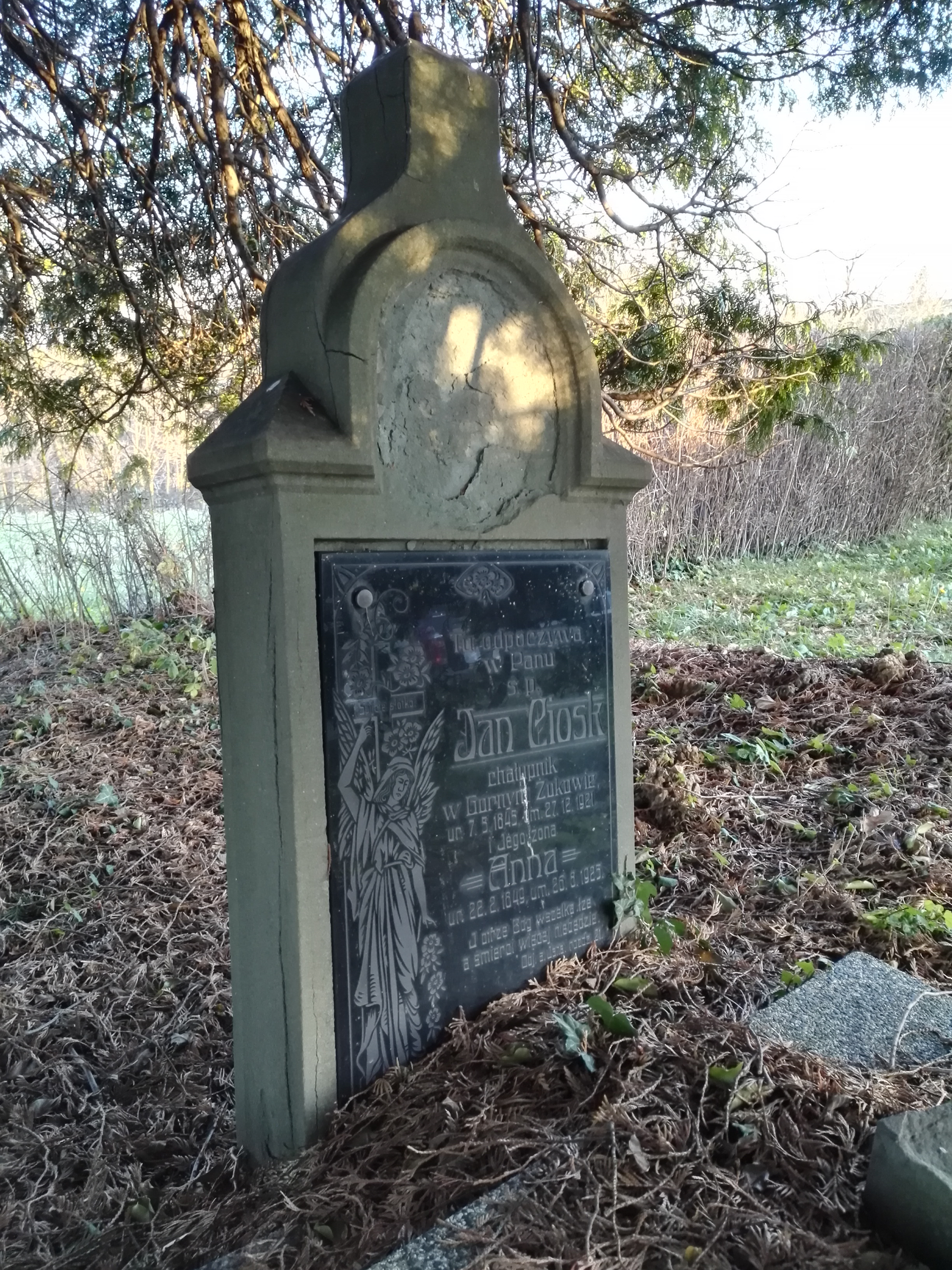
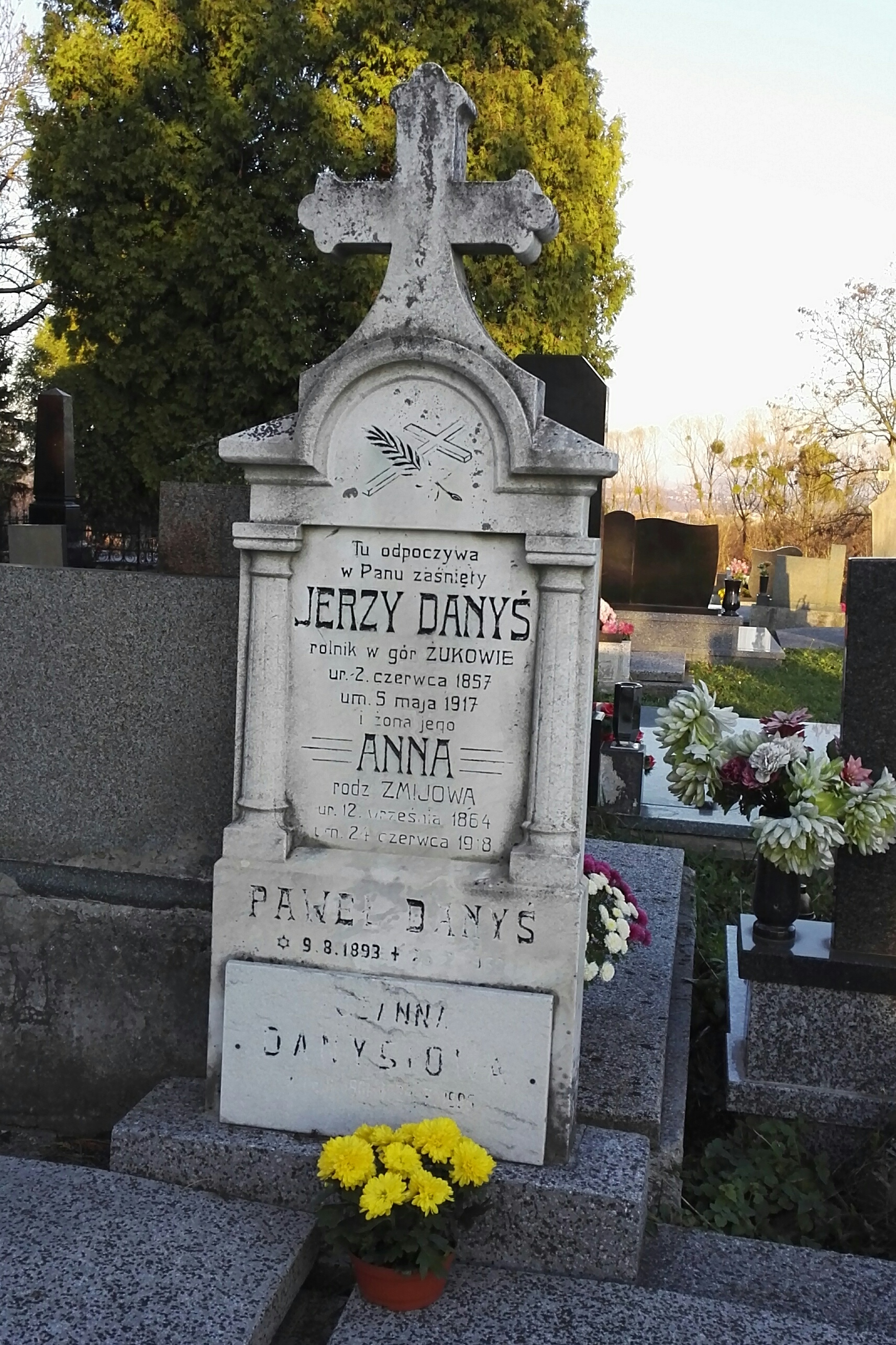